# جيوفاني دوندي

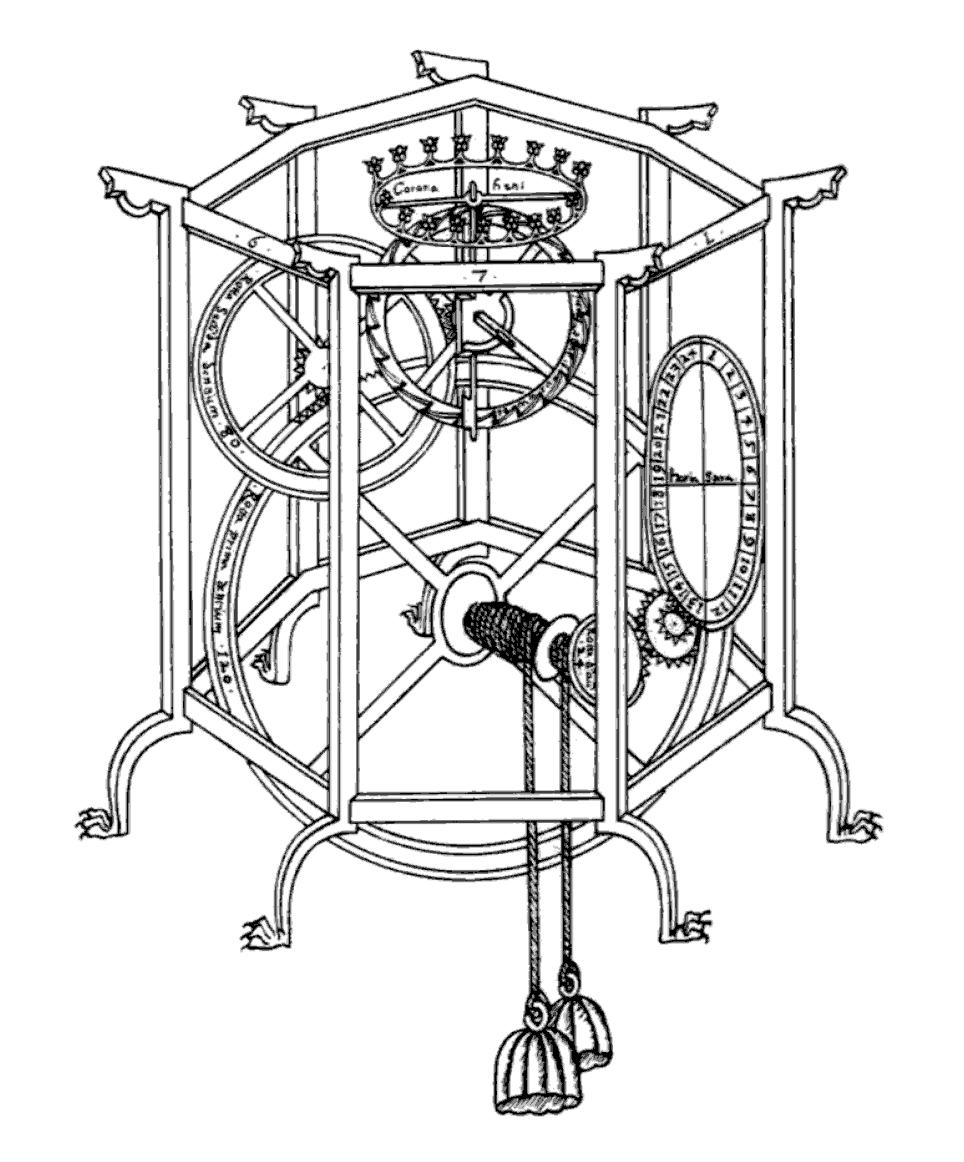
صورة الأستراريوم كما رسمها دوندي في أطروحته "Il Tractatus Astarii" عام 1364.

جيوفاني دوندي ديل أورلوغيو (1330–1388) والمعروف أيضًا باسم جيوفاني دي دوندي وهو طبيب وصانع ساعات عاش في بادوفا في إيطاليا، وهو من الرواد في تصميم وصنع الساعات. صمم دوندي وبنى الأستراريوم في 16 عامًا، وهي ساعة فلكية وبلانتاريوم شديدة التعقيد، وقد بناها بعد نحو 60 عامًا من بناء أولى الساعات الميكانيكية في أوروبا، والتي أظهر فيها دوندي محاولة طموحة لوصف وتصميم نموذج للنظام الشمسي بدقة رياضية وبصورة متطورة تقنيًا.